# Nötbolandet
Nötbolandet är en bebyggelse i Örnsköldsviks kommun, Västernorrlands län. SCB har här avgränsat två småorter, denna från 1990 och Nötbolandet väst från 2023.
Orten ligger vid Nötbolandsfjärden, sydost om Örnsköldsvik i Själevads socken.